# Witold Klawe
Witold Klawe (ur. 9 czerwca 1923 w Piotrkowie Trybunalskim, zm. 14 września 2013 w San Diego, Kalifornia, USA) – specjalista w zakresie rybactwa i oceanologii, doktor honoris causa Akademii Rolniczej w Szczecinie.

## Życiorys
Witold Klawe uczęszczał do gimnazjum początkowo w Płocku, a podczas wojny kontynuował naukę na tajnych kompletach w warszawskim I Państwowym Gimnazjum i Liceum im. Stefana Batorego, gdzie w 1944 otrzymał świadectwo maturalne. Działał w konspiracji i brał udział w Powstaniu Warszawskim.
Po wojnie znalazł się w zachodniej strefie okupacyjnej Niemiec. W latach 1946–1948 studiował nauki przyrodnicze na Uniwersytecie UNRRA oraz na Uniwersytecie Monachijskim. Następnie przeniósł się do Kanady, gdzie kontynuował studia na Wydziale Biologii Uniwersytetu w Toronto, otrzymując w 1953 dyplom biologa, a w 1955 – tytuł magistra sztuki (Master of Arts) na podstawie pracy poświęconej biologii wieloszczeta Glycera dibranchiata, badania prowadził na Stacji Biologicznej w St. Andrews w Nowym Brunszwiku. 
Od 1962 był obywatelem amerykańskim.
Studia w zakresie oceanografii i biologii morza uzupełniał jako stypendysta na kursach podyplomowych na Uniwersytecie Kalifornijskim w San Diego i tam wkrótce osiadł na stałe (w La Jolla), podejmując pracę w Scripps Institution of Oceanography. Związał się z Inter American Tropical Tuna Commission (IATTC), zajmując kolejne stanowiska od asystenta do samodzielnego pracownika nauki (Senior Scientist).
Opublikował 70 prac naukowych w czasopismach amerykańskich, brytyjskich, francuskich, meksykańskich, radzieckich i chińskich. Dorobek dotyczy biologii organizmów morskich, głównie tuńczykom.
Przez wiele lat bezinteresownie pomagał polskim uczonym i stypendystom w USA, systematycznie przysyłał do kraju rzadkie wydawnictwa i propagował osiągnięcia nauki polskiej. W 1991 otrzymał tytuł doktora honoris causa Akademii Rolniczej w Szczecinie, promotorem był profesor Aleksander Winnicki.

## Odznaczenia i wyróżnienia
- Krzyż Komandorski Orderu Odrodzenia Polski
- Medal im. Profesora Kazimierza Demela (1998)
- tytuł doktora honoris causa Akademii Rolniczej w Szczecinie (1991)[9][7][10]